# Zwergbrachvogel
Der Zwergbrachvogel (Numenius minutus) ist ein Watvogel aus der artenreichen Familie der Schnepfenvögel. Er ist ein sehr kleiner Brachvogel und eng mit dem vermutlich ausgestorbenen Eskimobrachvogel (Numenius borealis) verwandt.

## Beschreibung
Der Zwergbrachvogel erreicht eine Länge von 28 bis 34 Zentimeter, eine Flügelspannweite von 57 bis 63 Zentimeter und ein Gewicht zwischen 150 und 175 Gramm. Damit ist er nicht größer als der Goldregenpfeifer (Pluvialis apricaria). Seine Erscheinung weist ihn jedoch als unverkennbaren Vertreter der Brachvögel aus.
Er ist überwiegend graubraun gefärbt, einschließlich der Unterschwingen. Sein Bauch ist weiß und er besitzt einen kurzen gebogenen Schnabel. Der Zwergbrachvogel weist ein ähnliches Kopfmuster wie der Regenbrachvogel (Numenius phaeopus) auf, mit hellen und dunklen Streifen am Oberkopf und einen Augenstreif. Sein Ruf besteht aus ständig wiederholten Pfiffen.

## Lebensraum und Lebensweise
Der Zwergbrachvogel gehört zu den Zugvögeln. Seine Winterquartiere befinden sich Australasien. Er wurde allerdings auch schon als seltener Gast im westlichen Europa beobachtet.
Dieser Vogel brütet in lockeren Kolonien bevorzugt auf alten Waldbrandflächen und Flusstälern in Nord-Ost-Sibirien. Sein Nest ist eine Bodenmulde, in die bis zu vier Eier gelegt werden. Er überwintert im Süden auf Grasland, in Ackerbaugegenden oder in der Nähe von Gewässern, vor allem im nördlichen Australien, aber auch südlich von St Kilda in South Australia.
Der Zwergbrachvogel ist gesellig und bildet große Schwärme. Er ernährt sich von wirbellosen Tieren, die er im weichen Schlamm aufspürt.